# Nederlandse Omroep Stichting
Nederlandse Omroep Stichting (NOS) er et nederlandsk landsdækkende public service-selskab, som formidler nyheder, kultur- og sportsbegivenheder, underholdning og oplysning og er juridisk ansvarlig for en række radio-, tv-, tekst-tv- og internetopgaver.
NOS' programsammensætning er baseret på de i medieloven fastlagte opgaver for NOS, loven foreskriver at NOS producerer udsendelser af både almen interesse samt for mindre målgrupper. Disse public service-udsendelser omfatter alt fra mindre, smalle produktioner, til faste, hyppigt udsendte programmer, som f.eks. nyhedsudsendelser. I den såkaldte "Medieoverenkomst" er disse programmer yderligere udspecificeret, hvori blandt andre de daglige nyheder, udsendelser fra parlamentet, dækning af fejringen af nationale hellig- og mindedage, og dækning af aktuelle almindelige og sportslige begivenheder, er nævnt.
Omkring 700 journalister og andre medarbejdere tager sig af de daglige udsendelser NOS Journaal (radio og tv avisen), NOS Jeugdjournaal (nyheder for unge), NOS Studio Sport, NOS Langs de Lijn, Met het Oog op Morgen, Radio 1 Journaal, NOS op 3 og forskellige nyheder og sportslige begivenheder. Hertil kommer, at NOS løbende bringer nyheder og meddelelser på NOS Tekst-tv og på internettet via www.nos.nl. NOS sendte i 2015, i alt 5349 timers tv og 4270 timers radio. Ved siden af sine egne programmer, sørger NOS for et samarbejde og koordinering af programmer af andre public service-stationer, på radio og tv i tilfælde af nødsituationer og store nyheder.

## Historie
Den Nederlandse Omroep Stichting (NOS) er dannet d. 29. maj 1969 ud af den tidligere Nederlandse Televisie Stichting (NTS), der blev grundlagt i 1951, og Nederlandse Radio Unie (NRU). Sidstnævnte blev oprettet i 1947, efter to år af nationale radio (Radio Herrijzend Holland), hvor de forskellige foreninger igen blev oprettet. Det kendte logo af NOS, med de afrundede og stumpe hjørner, som indtil 2005 blev brugt, blev designet af Johan Volkerijk. Fra 1969 lavede NOS ikke kun radio-og tv-programmer, som tjente et socialt formål, men leverede, udviklede og byggede NOS også alle de tekniske faciliteter som var nødvendige for udsendelsen af radio-og tv-programmer. NOS' Administrationsafdeling (Facilitair Bedrijf) administrerer alle radio-og tv-studier, radioreportagevogne (8 store og 12 mindre) og kamerareportagevogne for fjernsynet (12 store vogne med flere kameraer og 9 mindre vogne med et kamera), et værksted til kulissebyggeri og kor og orkestre, herunder det berømte Metropole Orkest. NOS repræsenterer de nederlandske offentlige tv-stationer i udlandet, ved for eksempel at tilbyde produktioner af tv-stationer på messer. Omvendt har NOS købt udenlandske produktioner for tv-stationerne. I begyndelsen af 80'erne var der 2100 ansatte, ved den administrerende afdeling af NOS.
Den 1. januar 1988, efter ikrafttrædelsen af en ny medielov, blev disse opgaver overført til et kommercielt Nederlands Omroepproduktie Bedrijf (NOB).
På 1. januar 1995 blev afdelingerne for udsendelser af kulturelle, informative, minoritets- og ungdomsprogrammer adskilt og lagt under den Nederlandse Programma Stichting (NPS).
Den 17. december 2005 tog NOS det nuværende logo i brug.
Den 29. januar 2015, trængte en mand med en vellignende falsk pistol ind i en NOS-bygning. Han forlangte sendetid, men blev inden for et par minutter overmandet af politiet.

## Programmering
Den 5. januar 1956 blev der for første gang udsendt et NTS-Journaal forgængeren til NOS Journaal. 25 år senere startede Jeugdjournaal, en nyhedsudsendelse målrettet til de unge. Fra 1992 til 2010 sørgede NOS sammen med VARA og NPS også aktualitetsprogrammet NOVA, der i 2010 blev erstattet af Nieuwsuur. 

## Tv

### Temakanaler
I tillæg til udsendelser på NPO 1, 2 og 3, eksisterer der er også særlige temakanaler: NPO Nieuws og NPO Politiek/NPO Sport. Disse kanaler er digitalt tilgængeligt på kabel-tv og internet.

## Radio
Også på radio udsender NOS nyheder og sport. Nogle af programmerne er:
- NOS Journaal - hver time nyheder på de offentlige radiostationer og mange regionale radiostationer
- NOS op 3 - nyheds-og aktualitetsprogrammer på NPO 3FM og FunX
- NOS Langs de Lijn sport, med interviews, diskussioner og reportager om sport
- NOS Met het Oog op Morgen - radioprogram sent om aftenen mellem 23:00 og 23:59 med fokus på aktuelle begivenheder på radio og tv, morgendagens avis og baggrundsjournalistik.
- NOS Radio 1 Journaal - nyheder og aktuelt program på NPO Radio 1
- Nieuws en Co - program med nyheder og aktuelle begivenheder, videnskab, kultur og mangfoldighed på NPO Radio 1 (sammen med redaktionen af Nieuwsuur (NTR))

NOS udsender også særlige tema-programmer omkring nyheder og sportslige begivenheder, såsom Radio Tour de France ved Tour de France og Radio Olympia ved de Olympiske lege.

## Eksterne link
- Officiel hjemmeside